# Naturschutzgebiet Hohe Warte

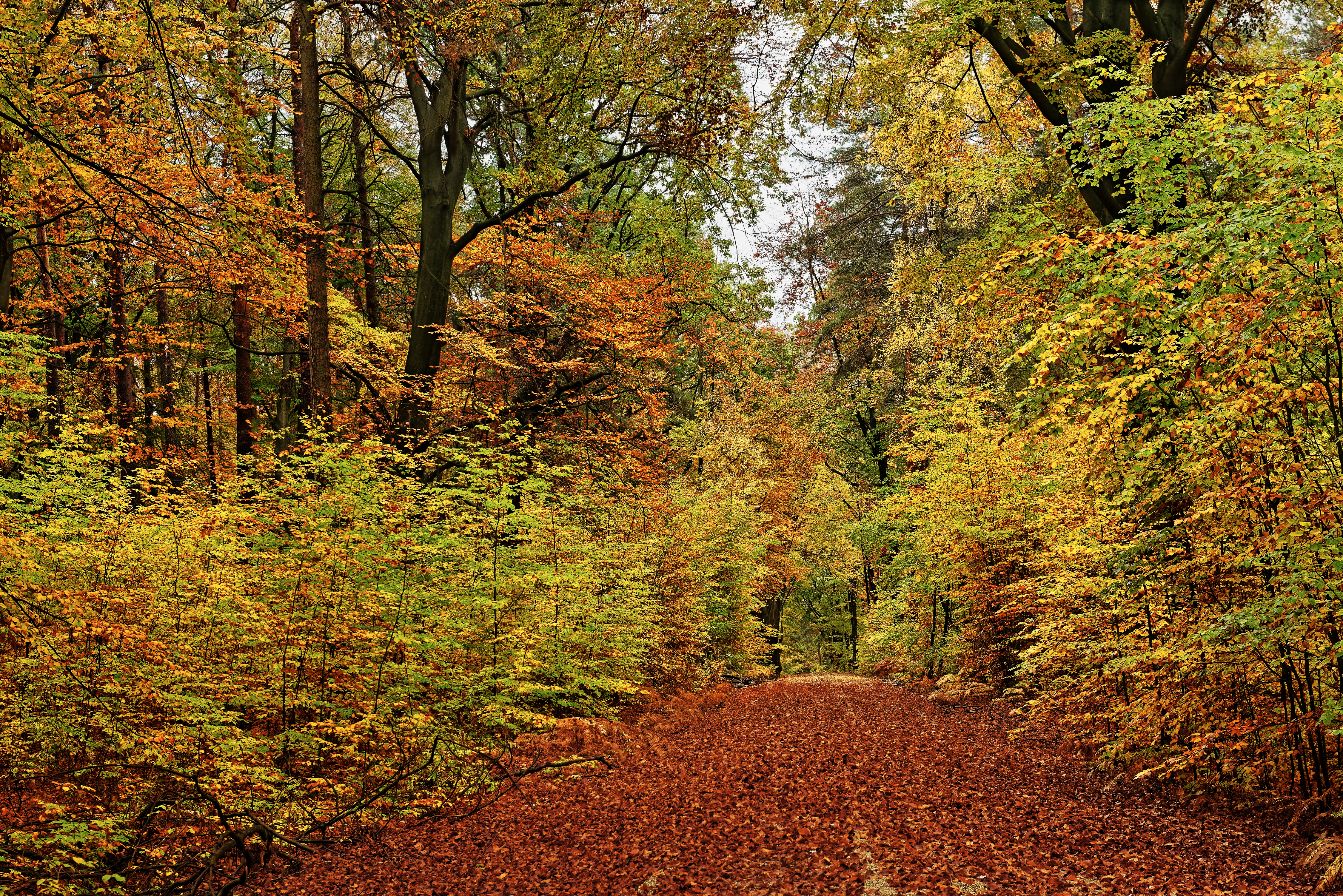
Naturschutzgebiet Hohe Warte

Das etwa 90 Hektar umfassende zum Naturpark Niederlausitzer Heidelandschaft gehörende Naturschutzgebiet Hohe Warte befindet sich nordwestlich der Stadt Doberlug-Kirchhain im Landkreis Elbe-Elster.
Das von Traubeneichen-Buchenwäldern sowie Beerkraut-Kiefernwäldern geprägte Gebiet bildet das Kernstück eines der größten zusammenhängenden Waldkomplexe im Landkreis Elbe-Elster und bietet einen günstigen Lebensraum vor allem für störungsempfindliche Großvogelarten. Außerdem befinden sich hier Restbestände der in der Niederlausitz seltenen Rotbuche, deren Vorkommen in diesem Gebiet bereits für das Jahr 1765 belegt ist und dessen Erhalt die Unterschutzstellung dienen soll. Daneben ist der Erhalt ausreichend alter, beerstrauchreicher Althölzer die unerlässliche Voraussetzung für eine erfolgreiche Wiederansiedlung des hier vor einigen Jahren erloschenen Vorkommens des Auerhuhns.